# Uyugan
Uyugan è una municipalità di sesta classe delle Filippine, situata nella Provincia di Batanes, nella Regione della Valle di Cagayan.
Uyugan è formata da 4 baranggay:
- Imnajbu
- Itbud
- Kayuganan (Pob.)
- Kayvaluganan (Pob.)